# Chiesa della Santa Famiglia (Palmi)
La chiesa della Santa Famiglia è un luogo di culto cattolico di Palmi. L'edificio è ubicato nella periferia del centro cittadino e prospetta sulla strada statale 18 Tirrena Inferiore; è sede dell'omonima parrocchia eretta nel 1994.

## Storia
Nel 1994 venne eretta la nuova parrocchia e nel 1995 fu installata una tensostruttura che divenne nota come "chiesa-tenda". Nel 1996 gli architetti Flavio Bruna, Aimaro Oreglia d'Isola e Roberto Gabetti vennero incaricati di progettare la nuova chiesa e nel periodo tra il 1998 e il 2001 furono redatti i progetti di massima, definitivo ed esecutivo. I lavori per la realizzazione del luogo di culto definitivo iniziarono nel 2002 e terminarono nel 2006 con la consacrazione della chiesa, avvenuta il 7 maggio.

## Descrizione

### Esterno
La struttura è realizzata su di un terreno in pendenza, con prospetto principale rivolto verso la Strada statale 18 Tirrena Inferiore.
La facciata, con tetto a capanna, presenta un piccolo protiro sorretto da pilastri, al cui interno è collocato l'ingresso principale mentre le facciate laterali presentano coppie di finestre ad arco semicircolare, oltre a due ingressi laterali. Tutte le pareti esterne sono rivestite in mattoni faccia a vista, con una diversa disposizione degli stessi, e prospettano su dei camminamenti delimitati da muretti bassi che perimetrano tutto il complesso parrocchiale. 
La copertura è costituita da quattro falde inclinate e oblique rispetto agli assi principali della chiesa. Le quattro linee di colmo formano una croce, i cui bracci si uniscono sopra l'area presbiterale. Il manto di copertura è formato da tegole canadesi di rame preossidato.
Il campanile risulta isolato rispetto alla chiesa, a sinistra della facciata. La struttura ripete i moduli decorativi del complesso parrocchiale.
Nella parte tergale della struttura è collocato un edificio per il clero, mentre nella parte inferiore vi sono altri locali destinati alle attività parrocchiali tra i quali un moderno auditorium, di 276 posti a sedere, intitolato allo scomparso sacerdote palmese don Rocco Iaria. Tutto il complesso parrocchiale, delle dimensioni di circa 700 m², è stato progettato per una popolazione parrocchiale di 10.000 persone.

### Interno
Al suo interno la chiesa è formata da un'aula dai contorni irregolari, i cui volumi degradano dall'ingresso verso il presbiterio di forma trapezoidale, rialzato di un gradino rispetto al resto dell'edificio. 
Partendo dall'ingresso, ai due lati, si aprono due vani. Il vano sinistro ha la funzione di battistero, con fonte battesimale (2005) realizzata in un enorme sasso di pietra granitica incavato, opera di Hilario Isola, Matteo Norzi e Saverio Todaro. Con la stessa tipologia e degli stessi autori sono anche le due acquasantiere. Il vano destro invece funge da penitenzieria, con confessionale (2005) formato da una lastra metallica a libro aperto traforata con le parole di san Giovanni Evangelista sulla Resurrezione di Cristo, anch'essa opera di Isola, Norzi e Todaro.
Proseguendo, le pareti laterali presentano le finestre ad arco semicircolare e due ingressi laterali della chiesa, uno per lato. Inoltre nella parete sinistra è posizionata una statua della Madonna (XXI secolo) mentre in quella destra è collocato un quadro con la riproduzione dell'immagine di Gesù Misericordioso (XXI secolo), oltre a dei quadri raffiguranti le Stazioni della Via Crucis (XXI secolo).
Dal presbiterio è raggiungibile la cappella laterale, consacrata al Santissimo Sacramento, e la sacrestia. Tutti gli arredi del presbiterio, e cioè la base per il cero pasquale, la mensa, l'ambone, le sedie e la presidenza, sono in legno e marmo progettati nel 2005 da Hilario Isola, Matteo Norzi e Saverio Todaro. Degli stessi autore è anche la croce (2005) addossata alla parete di fondo del presbiterio, in legno intagliato, dipinto e dorato. In occasione dei festeggiamenti per il venticinquesimo anniversario della fondazione della parrocchia, sul presbiterio è stato collocato un gruppo scultoreo in legno rappresentante la Santa Famiglia (2019).
Il soffitto della chiesa è formato da una copertura inclinata costituita da legno lamellare verniciato naturale.
La pavimentazione è invece in mattonelle di cotto.

## Feste e ricorrenze
- Festa della Santa Famiglia (ultima domenica di dicembre - solo liturgica).

Il 12 ottobre 2021 su richiesta del parroco pro-tempore, don Giuseppe Sofrà, dal Santuario di Loreto è stata concessa l’aggregazione della Parrocchia con la Congregazione universale della Santa Casa. 
L’aggregazione prevede che ogni anno il 12 ottobre (data di aggregazione della Parrocchia con la S. Casa) e il 10 dicembre (memoria liturgica della Madonna di Loreto) in perpetuo in parrocchia sarà possibile lucrare l’indulgenza plenaria per i vivi e per i defunti.

## Titoli
- Chiesa parrocchiale. Il 29 maggio 1994, per volere del vescovo della diocesi di Oppido Mamertina-Palmi Domenico Crusco, venne istituita la quinta parrocchia cittadina, intitolata alla Santa Famiglia, per celebrare l'Anno internazionale della famiglia voluto da Papa Giovanni Paolo II. Alla nuova parrocchia fu assegnata una vasta parte del territorio comunale che, negli anni ottanta, era stata fortemente urbanizzata e popolata,[N 1] nella quale sarà edificata successivamente, nel 2006, la nuova chiesa parrocchiale. Il territorio venne scorporato dalla parrocchia di Maria Santissima del Rosario.

## Riconoscimenti
- Alla chiesa è stato dedicato uno spazio della rubrica "una chiesa del mese", all'interno del portale ufficiale della Conferenza Episcopale Italiana;[12]
- Alcuni siti internet che trattano di architettura in generale e, nello specifico, di architettura moderna religiosa hanno dedicato degli articoli alla chiesa.[5][8][7]

### Esplicative
1. ↑  Le prime funzioni religiose furono celebrate al piano seminterrato di un edificio residenziale. L'edificio era ubicato in piazza Antonio Badolati.

### Bibliografiche
1. 1 2 3 4 5 6 7 8   Chiesa della Santa Famiglia <Palmi>, su Le chiese delle diocesi italiane, Conferenza Episcopale Italiana. URL consultato il 22 maggio 2019.
2. ↑   Contatti, su parrocchiasantafamigliapalmi.it.
3. ↑   La voce del Tirreno, 5 marzo 2009 anno 3 n. 3 (PDF), su lavocedeltirreno.it. URL consultato il 24 settembre 2016 (archiviato dall'url originale il 24 febbraio 2013).
4. 1 2 3 4   Chiesacattolica.it, Servizio nazionale per l'edilizia di culto: "una chiesa al mese". Scheda Tecnica Chiesa Santa Famiglia di Palmi, su chiesacattolica.it. URL consultato il 15 marzo 2013.
5. 1 2 3 4 5   "Un castello ospitale tra gli ulivi", su dibaio.com. URL consultato il 15 marzo 2013 (archiviato dall'url originale il 2 febbraio 2014).
6. ↑   archinfo.it Chiesa parrocchiale "Santa Famiglia" a Palmi (Reggio Calabria), su archinfo.it. URL consultato il 15 marzo 2013 (archiviato dall'url originale il 2 febbraio 2014).
7. 1 2   Ordine degli Architetti, Pianificatori, Paesaggisti e Conservatori della provincia di Torino: Isolarchitetti, Aimaro Isola, Saverio Isola, Flavio Bruna, Andrea Bondonio, Stefano Peyretti, Gabetti & Isola, su europaconcorsi.com. URL consultato il 15 marzo 2013 (archiviato dall'url originale l'11 aprile 2013).
8. 1 2 3 4   Costruire.laterizio.it Roberto Gamba: Chiesa parrocchiale Santa Famiglia, Palmi (Reggio Calabria) (PDF), su costruire.laterizio.it. URL consultato il 15 marzo 2013 (archiviato dall'url originale il 1º febbraio 2014).
9. ↑   Isola I.- Norzi M. - Todaro S. (2005), Fonte battesimale, su beweb.chiesacattolica.it. URL consultato il 7 dicembre 2019.
10. ↑   Isola I.- Norzi M. - Todaro S. (2005), Acquasantiera destra, su beweb.chiesacattolica.it. URL consultato il 7 dicembre 2019.
11. ↑   Isola I.- Norzi M. - Todaro S. (2005), Confessionale, su beweb.chiesacattolica.it. URL consultato il 7 dicembre 2019.
12. 1 2   Chiesacattolica.it, Servizio nazionale per l'edilizia di culto: "una chiesa al mese". Scheda Completa Chiesa Santa Famiglia di Palmi, su chiesacattolica.it. URL consultato il 15 marzo 2013.
13. ↑   Isola I.- Norzi M. - Todaro S. (2005), Crocifisso, su beweb.chiesacattolica.it. URL consultato il 7 dicembre 2019.